# Glasgow (Kentucky)
Glasgow – miasto w Stanach Zjednoczonych, w stanie Kentucky, siedziba administracyjna hrabstwa Barren.